# Vaalserberg
Vaalserberg je vrch v Nizozemsku, jehož vrchol je s nadmořskou výškou 322,5 m nejvyšším bodem evropské části Nizozemska. Nachází se v provincii Limburg na jihovýchodě Nizozemska. Je také trojmezím – místem kde se setkávají hranice tří států – Nizozemska, Belgie a Německa. V období let 1815 až 1919 se na Vaalserbergu stýkaly hranice čtyř zemí, čtvrtým státem byl neutrální Moresnet.
Absolutně nejvyšším vrcholem celého Nizozemska i Nizozemského království (tj. samotného Nizozemska, Svatého Martina, Curaçaa a Aruby) je Scenery (887 m n. m.), neaktivní stratovulkán na ostrově Saba v tzv. Karibském Nizozemsku.

## Fotogalerie

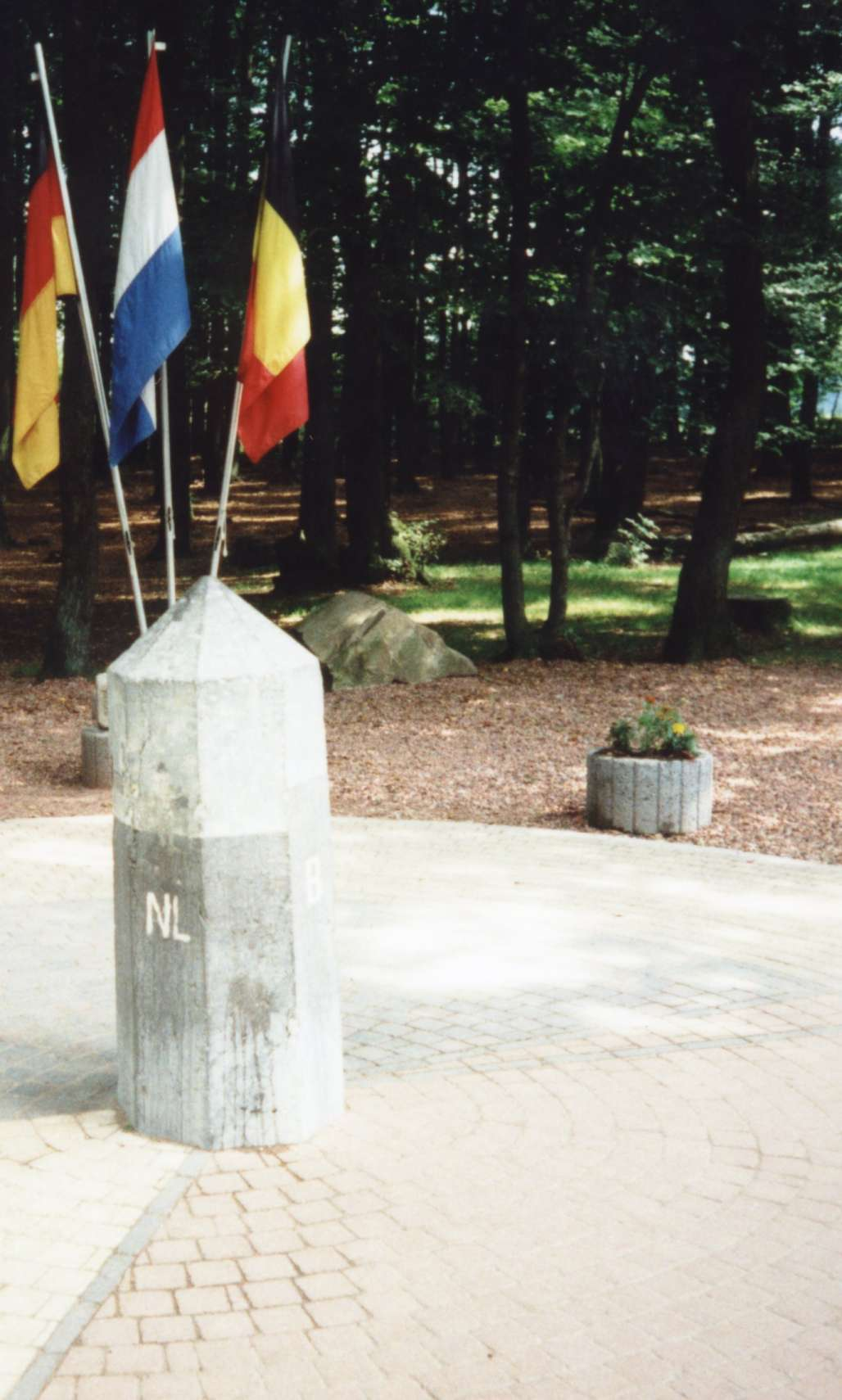
Hranice NL-DE-BE

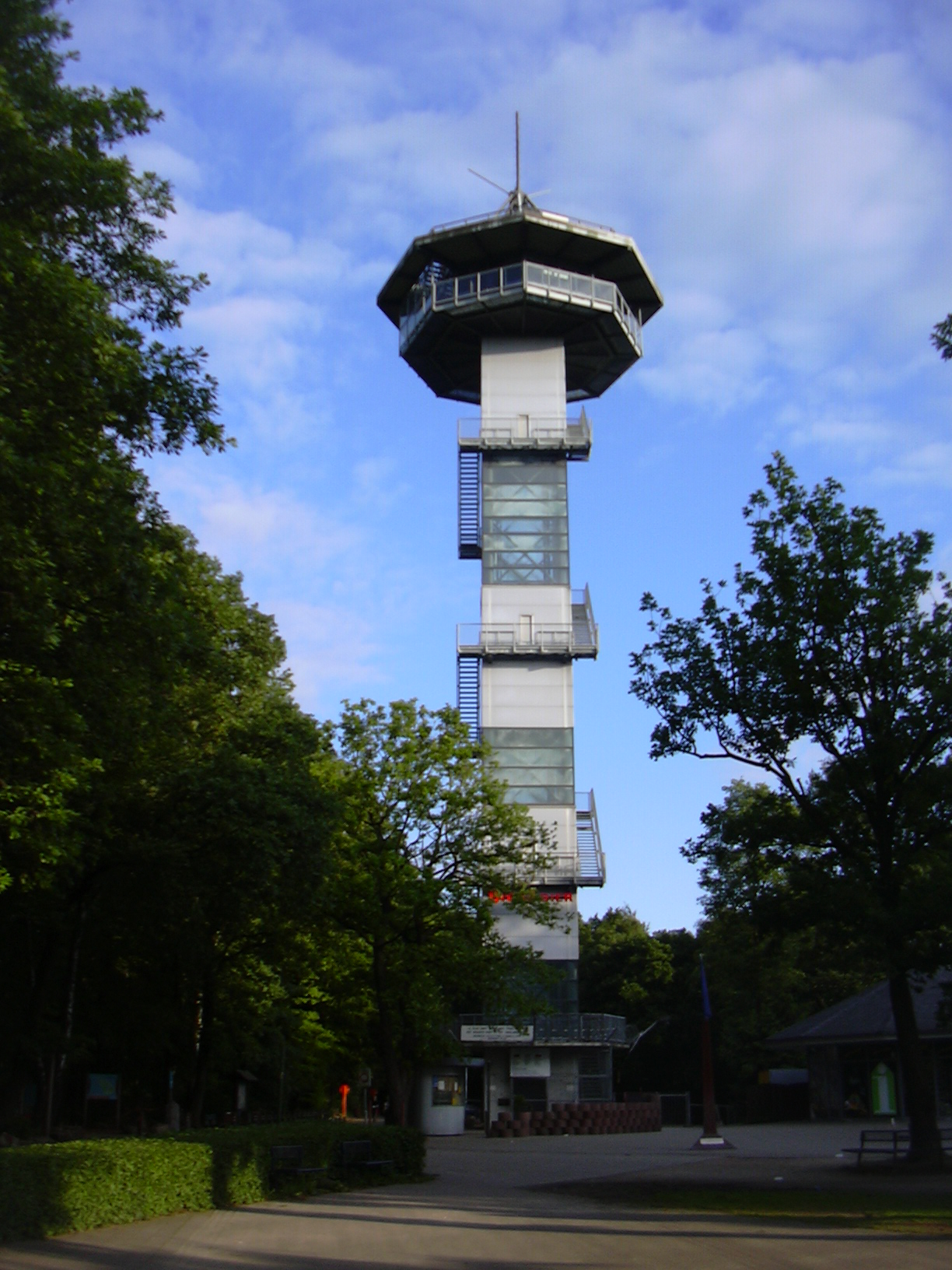
Rozhledna na vrcholu

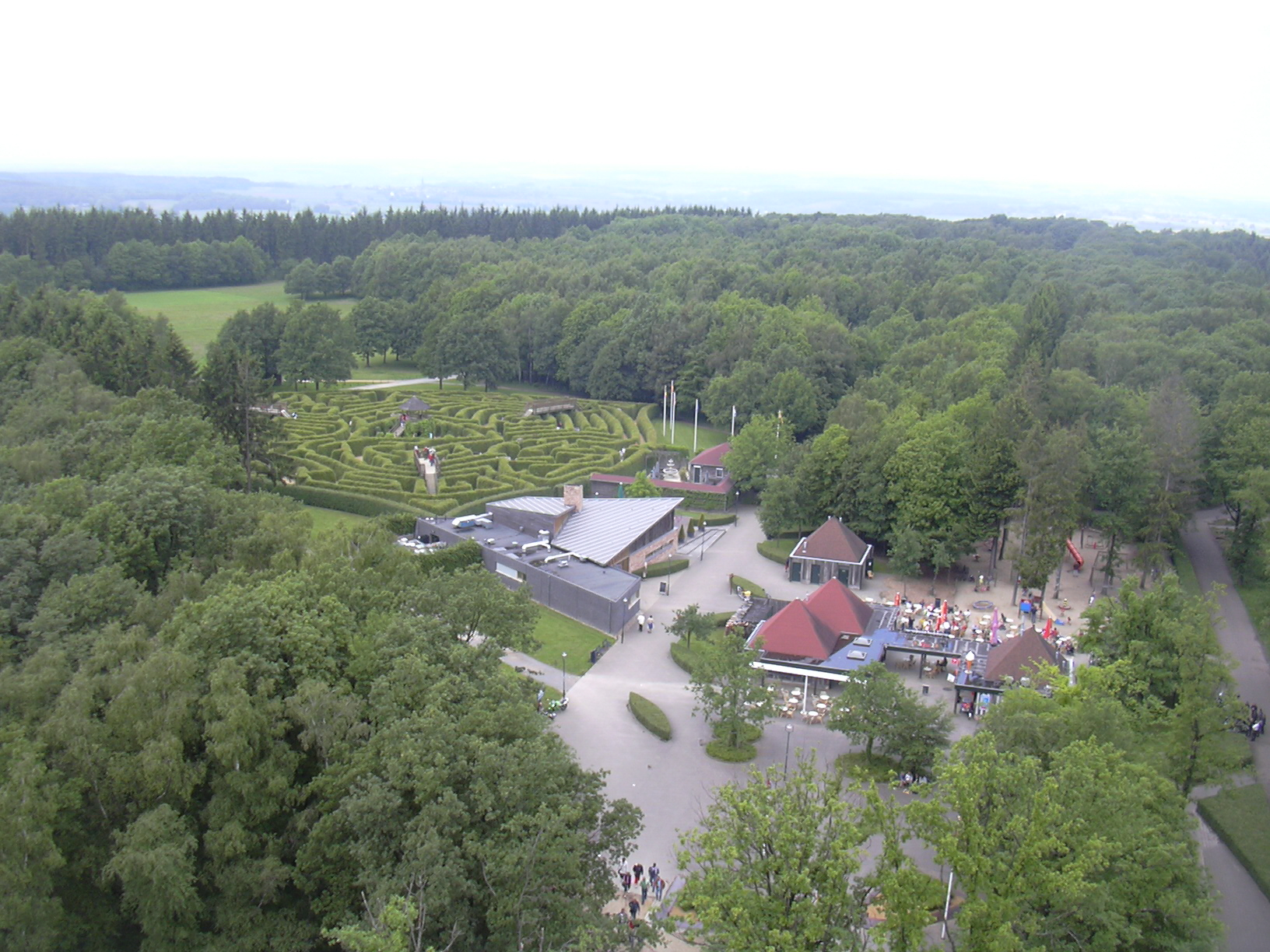
Výhled z rozhledny